# Paepalanthus ater
Paepalanthus ater är en gräsväxtart som beskrevs av Silveira. Paepalanthus ater ingår i släktet Paepalanthus och familjen Eriocaulaceae. Inga underarter finns listade i Catalogue of Life.